# Helmstedt (stacja kolejowa)
Helmstedt – stacja kolejowa w Helmstedt, w kraju związkowym Dolna Saksonia, w Niemczech. Znajdują się tu 2 perony.
| Helmstedt                   |  |            |
| Linia Brunszwik - Magdeburg |  |            |
| Frellstedt                  |  | Marienborn |